# 1182
1182 (MCLXXXII) a fost un an obișnuit al calendarului iulian.

## Evenimente
- 3 februarie: Trupele Florenței cuceresc orașul Empoli.
- 11 mai-22 iunie: Sultanul Saladin al Egiptului părăsește Cairo pentru a se îndreptă către Damasc; traversând Regatul Ierusalimului, el pradă culturile din pământurile cruciatului Renaud de Chatillon.
- 27 august: Regenta Maria de Antiohia este asasinată; victorie decisivă a curentului tradiționalist și antilatin în Imperiul bizantin.
- 29 octombrie: Împăratul Frederic Barbarossa acceptă transformarea Moraviei în margrafiat, independent de Boemia.

### Nedatate
- aprilie: Unchiul împăratului Alexios al II-lea Comnen, Andronic, devenit conducător al partidei tradiționaliste în Bizanț, îi înfrânge pe partizanii Mariei de Antiohia la Nicomedia.
- mai: Are loc masacrul asupra latinilor din Constantinopol; numărul latinilor ar fi fost de 60.000, potrivit cronicarului Eustathios de Salonic; cei 4.000 de supraviețuitori sunt vânduți turcilor selgiucizi, ca sclavi; genovezii și pisanii, principalii loviți de această măsură, se răzbună prin acte de piraterie în Marea Egee.
- mai: Imperiul bizantin acordă largi privilegii comerciale Veneției.
- iulie: Regele Filip al Franței expulzează populația evreiască din Paris și din regat.
- iulie-august: După o confruntare cu cruciații la Belvoir, încheiată nedecis, sultanul Saladin caută să separe legăturile dintre Regatul Ierusalimului și comitatul de Tripoli, ocupând Beirutul, cu sprijinul flotei; acțiunea este combinată cu un atac la frontiera dintre Egipt și Regatul Ierusalimului.
- octombrie: Contele Raymond al III-lea de Tripoli și regele Balduin al IV-lea al Ierusalimului atacă împrejurimile Damascului.
- Creștinii maroniți din Liban își reafirmă afilierea la Biserica romano-catolică.
- Cruciatul Renaud de Chatillon construiește șapte vase pe țărmul Mării Roșii, cu care, pornind din Eilat, mic port la Golful Aqaba, pradă așezările musulmane din regiune (portul Medinei, apoi Rabigh), ajungând până la porțile Meccăi; Renaud de Chatillon revine încărcat de o pradă bogată.
- Cu Bătălia de la Palnadu se încheie războiul civil din India.
- Generalul ghurid Muhammad ibn Sam ocupă noi așezări din India (printre care, Debal).
- Pe când încerca să pătrundă prin surprindere în portul Ceuta din Africa de nord pentru a scufunda vasele musulmane de acolo, amiralul portughez Fuas Rupinho este înfrânt de almohazi și ucis.
- Petrus Valdes este condamnat și excomunicat de către arhiepiscopul de Lyon, Jean de Bellesme.
- Regele Bela al III-lea al Ungariei jefuiește Belgradul.
- Se întrunește primul parlament polon (sejmul) la Leczyca.
- Secesiunea Ciprului, după preluarea puterii în Bizanț de către Andronic Comnen; conducătorul insulei, Isaac Comnen se separă de conducerea centrală.

## Arte, științe, literatură și filozofie
- 19 mai: Notre-Dame de Paris este consacrată.
- Averroes devine medicul principal la curtea califului almohad Abu Yakub Yusuf și mare cadiu de Cordoba.

## Înscăunări
- 12 mai: Canut al VI-lea, rege al Danemarcei (1182-1202).
- 29 octombrie: Conrad al II-lea Otto, margraf de Moravia.

## Nașteri
- Accursius, jurisconsult italian (d. ?)
- Alexios I, împărat bizantin de Trapezunt (d. 1222).
- Alexios al IV-lea Anghelos, împărat bizantin (d. 1204).
- Haakon al III-lea, rege al Norvegiei (d. 1204).

## Decese
- 12 mai: Valdemar I, rege al Danemarcei (n. 1131).
- 27 august: Maria de Antiohia, regentă a Imperiului bizantin (n. ?)
- Enrico Dandolo, patriarh de Veneția (n. ?)
- Fuas Rupinho, amiral portughez (n. ?)
- Iaropolk Rostislavici, mare cneaz al Rusiei (n. ?)